# Diocesi di Sesta
La diocesi di Sesta (in latino Dioecesis Sestensis) è una sede soppressa e sede titolare della Chiesa cattolica.

## Storia
Sesta, nell'odierna Algeria, è un'antica sede episcopale della provincia romana della Mauritania Cesariense.
Unico vescovo conosciuto di questa diocesi africana è Crescente, il cui nome appare al 36º posto nella lista dei vescovi della Mauritania Cesariense convocati a Cartagine dal re vandalo Unerico nel 484; Crescente era già deceduto all'epoca della redazione di questa lista.
Dal 1933 Sesta è annoverata tra le sedi vescovili titolari della Chiesa cattolica; dal 22 maggio 2019 il vescovo titolare è Alberto Ricardo Lorenzelli Rossi, S.D.B., vescovo ausiliare di Santiago del Cile.

## Cronotassi

### Vescovi residenti
- Crescente † (prima del 484)

### Vescovi titolari
- Antônio de Aragão Campelo, S.D.B. † (15 giugno 1950 - 18 dicembre 1956 nominato vescovo di Petrolina)
- James William Gleeson † (15 febbraio 1957 - 6 luglio 1964 nominato arcivescovo coadiutore di Adelaide)
- Eduardo Herrera Riera † (7 gennaio 1965 - 30 novembre 1966 nominato vescovo di Guanare)
- Mário Teixeira Gurgel, S.D.S. † (20 febbraio 1967 - 26 aprile 1971 nominato vescovo di Itabira)
- Francisco Medina Ramírez, O.C.D. † (7 dicembre 1973 - 15 febbraio 1978 dimesso)
- Giorgio Zur † (5 febbraio 1979 - 8 gennaio 2019 deceduto)
- Alberto Ricardo Lorenzelli Rossi, S.D.B., dal 22 maggio 2019